# Physcomitrium spurio-acuminatum
Physcomitrium spurio-acuminatum là một loài Rêu trong họ Funariaceae. Loài này được Dixon mô tả khoa học đầu tiên năm 1934.